# Сомко Надія Дмитрівна
Надія Дмитрівна Сомко (або за чол. Сомко-Макаренко) (15 січня 1916 — 1989) — українська художниця, авторка картин батально-історичного жанру та іконописних творів.

## Біографія
Народилась та виросла у Конотопі в родині української інтелігенції. Після початкового навчання в рідному місті першим мистецьким успіхом та визнанням стала висока оцінка її картини «Ярмарок» на виставці праць у Чернігові, котру тоді ж придбав Чернігівський державний музей. Надія Сомко в 1934—1941 роках опановувала тонкощі художньої майстерності у Харківському, а потім у Київському художніх інститутах, студіюючи малярство й архітектуру у видатних професорів В. Кричевського, М. Бурачека, І. Грабовського та інших.
Поступово накопичуючи знання, формуючи світогляд та естетичні смаки вона водночас закарбовувала страшні реалії життя — нелюдська політика тоталітарного режиму відносно України: голодомор, нищення українського селянства, генофонду, інтелігенції, загибель дядька Павла Коломійця.
Перед війною вийшла заміж за Сергія Макаренка — художника, мистецтвознавця. Під час окупації (1941—1943) подружжя мешкало в Конотопі, але зрештою Надія свідомо вибрала еміграцію. Перебуваючи в Італії майже 5 років, Сомко виконує замовлення грецьких церков, малює ікони. В Югославії оформлює сербську церкву, невпинно займається станковим живописом, створюючи пейзажі, марини, натюрморти.
Згодом, разом з чоловіком та сином, переїжджає до Аргентини. Її картини прикрашають музеї Буенос-Айреса і приватні колекції, стає членом місцевого Аргентинського об'єднання митців. Невдовзі вирішує переїхати до США, де на той час утворилося широке коло української мистецької інтелігенції.
По приїзді 1960 року невпинно і різнопланово працює. Влаштовує виставки в Нью-Йорку, Філадельфії, Бостоні, Клівленді, стає членом Об'єднання українських митців, звертається до монументалізму. Талант архітектора проявився у Надії Сомко в проєктуванні у стилі козацького бароко православної автокефальної церкви св. Апостолів Петра і Павла на оселі «Верховина» (1970). Це унікальний випадок за всю історію церковного зодчества на той час коли Божий храм проєктувала жінка.

## Живописні твори
Особливе місце у творчій спадщині художниці займають полотна, присвячені історії Батьківщини на тематику Київської Русі та козацтва. В Україні найвідомішою працею Надії Сомко є картина «Бій під Конотопом».
- «Гетьман Іван Мазепа в Св. Софії в Києві» (1958)
- «Надходить шторм» (1959)
- «Хрещення України-Руси» (1960)
- «Бій під Конотопом» (1962)
- «В'їзд гетьмана Богдана Хмельницького в Київ» (1964)
- «Оборона святині» (1965)
- «Князь Олег під Царгородом» (1965)
- «Сватання Анни Ярославни» (1965)
- «Іду на ви» (1966)
- «Свято в Стародавньому Києві» (1966)
- «Тарас Бульба з синами на Січі» (1970)

### Портретні композиції
- «Анна Ярославна» (1965)
- «Святослав» (1968)